# Lanius vittatus
L'averla dorsobaio (Lanius vittatus Valenciennes, 1826) è un uccello passeriforme della famiglia Laniidae.

## Etimologia
Il nome scientifico della specie, vittatus, deriva dal latino e significa "munito di bande", in riferimento alla colorazione di questi uccelli.

## Descrizione

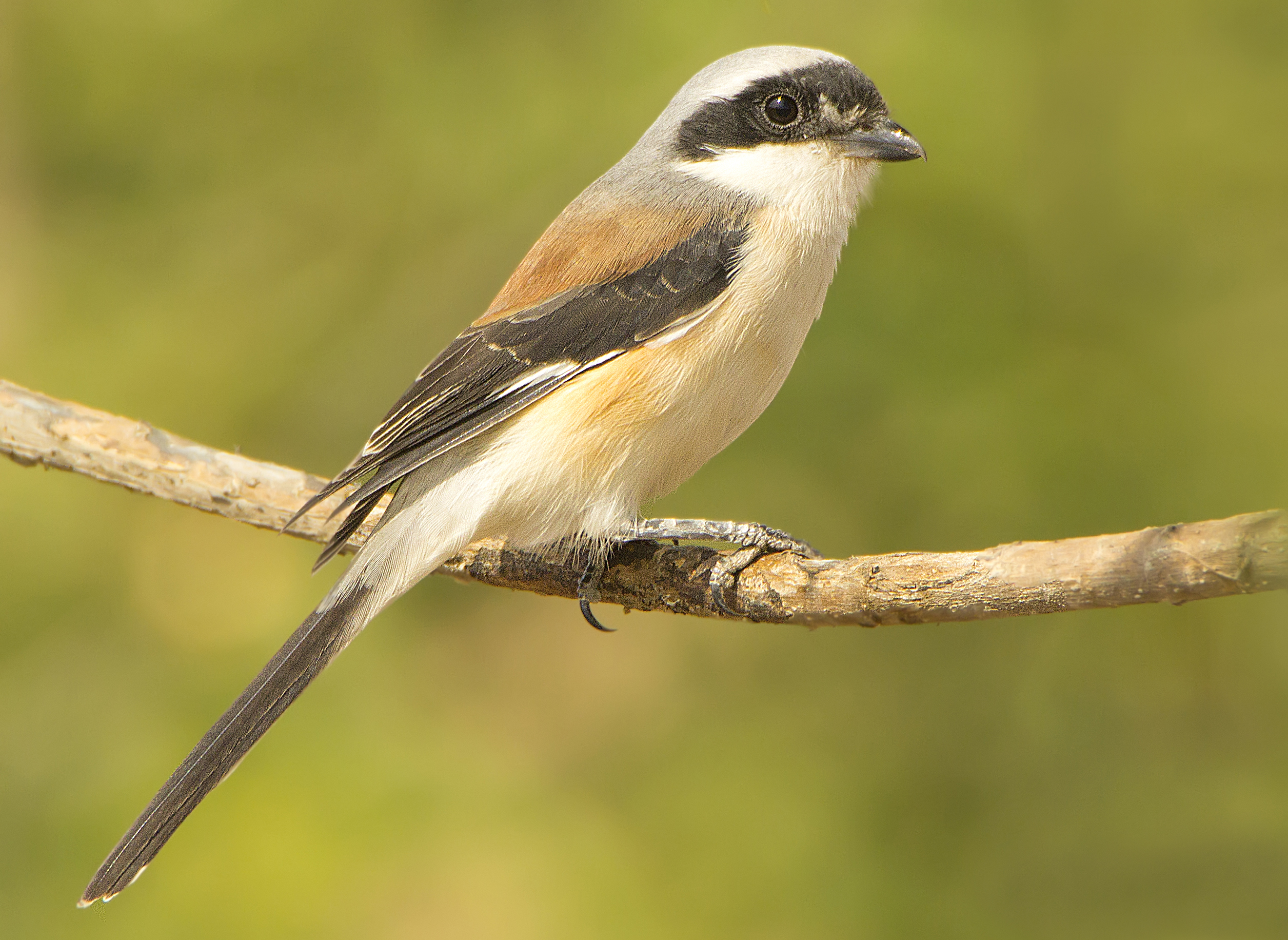
Esemplare a Dahod.

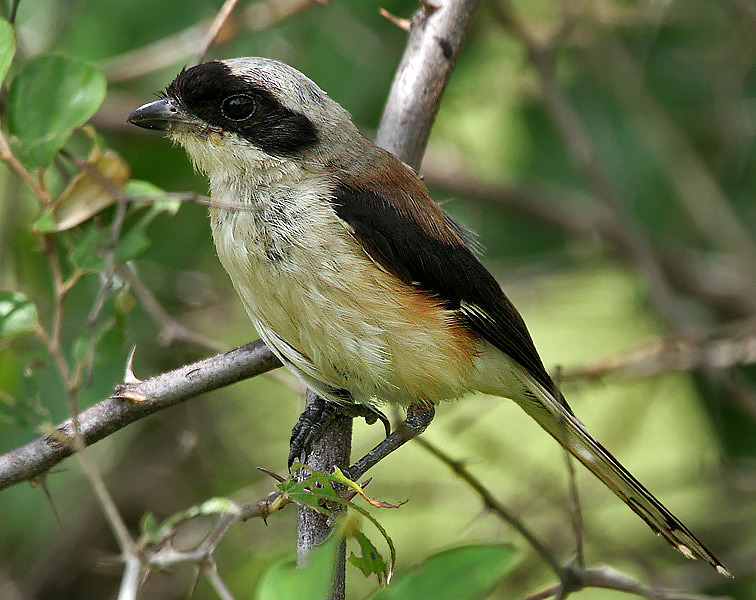
Esemplare nell'Andhra Pradesh.

### Dimensioni
Misura 17-19 cm di lunghezza, per 18-26 g di peso.

### Aspetto
Si tratta di uccelli dall'aspetto robusto ma slanciato, muniti di grossa testa ovale e allungata con becco forte e dall'estremità adunca, ali corte e arrotondate, forti zampe artigliate e lunga coda dall'estremità squadrata.
Il piumaggio si presenta piuttosto variegato, se comparato a quello delle altre averle: esso infatti è di colore grigio su vertice, nuca e spalle, biancastro su gola e sottocoda, grigio-biancastro su petto e ventre, mentre il dorso e le ali (queste ultime con remiganti che sfumano nel nerastro e presentano specchio alare bianco alla base) sono di un caldo color bruno-rossiccio scuro (da cui il nome comune di "dorsobaio") e coda, fronte e mascherina facciale sono di colore nero. I fianchi, infine, si presentano di un'appariscente color pesca.

L'averla dorsobaio presenta dimorfismo sessuale: nelle femmine, infatti, la colorazione, pur presentando lo stesso pattern osservabile nei maschi (area dorsale più scura, testa e coda ancora più scure, area ventrale chiara), è dominata dalle tonalità del bruno.
In ambo i sessi gli occhi sono di colore bruno scuro, mentre le zampe ed il becco sono di colore grigio-nerastro, quest'ultimo con base più chiara.

## Biologia

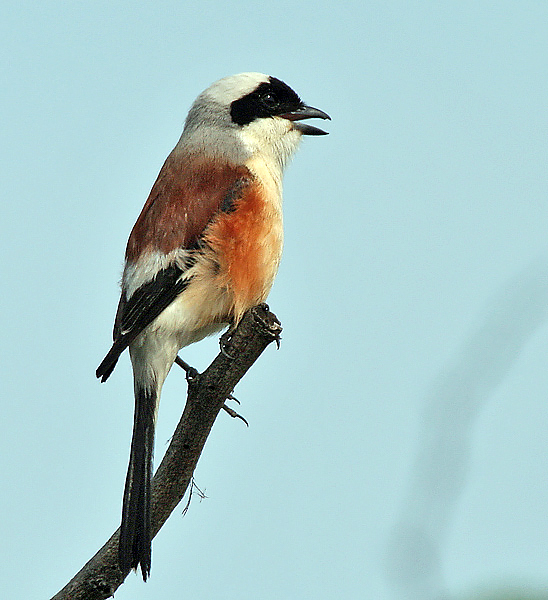
Maschio canta nel distretto di Gurgaon.

Si tratta di uccelli diurni, che vivono da soli o in coppie, occupando dei territori che vengono accanitamente difesi da eventuali intrusi. Similmente alle altre averle, anche l'averla dorsobaio è solita passare molto tempo a tenere d'occhio il proprio territorio da posatoi in evidenza, al duplice scopo di avvistare potenziali prede ed eventuali intrusi.
I richiami dell'averla dorsobaio consistono in gorgheggi piuttosto musicali e sommessi, inframezzati da versi più alti ed aspri.

### Alimentazione
L'averla dorsobaio è un uccello quasi esclusivamente insettivoro, che si nutre in maggioranza di coleotteri e ortotteri, nonché di lepidotteri, neurotteri, imenotteri e ditteri, altri insetti ed invertebrati, mentre non si ha notizia di predazione di piccoli vertebrati da parte di questi uccelli.

### Riproduzione

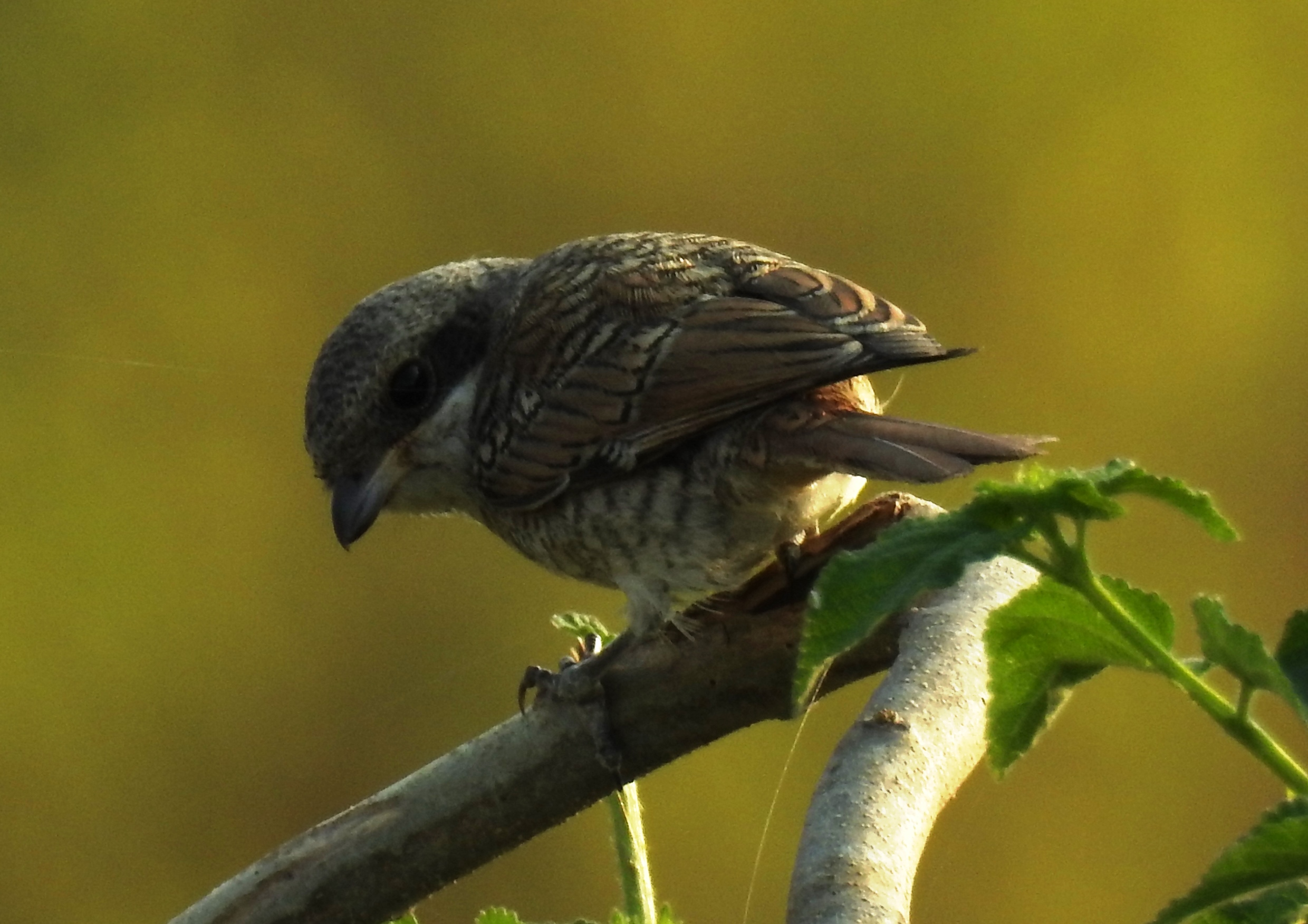
Giovane ad Amravati.

Si tratta di uccelli monogami, la cui stagione riproduttiva va da aprile ad agosto, cominciando generalmente circa un mese più tardi nelle aree più settentrionali dell'areale occupato dalla specie.
I due sessi collaborano nelle varie fasi dell'evento riproduttivo: il maschio, infatti, coadiuva la femmina nella costruzione del nido (una struttura a coppa profonda costruita intrecciando rametti e foderando l'interno con fibre vegetali fra le fronde di un cespuglio o fra i rami bassi di un albero), la nutre e protegge da eventuali intrusi durante la cova (che dura circa due settimane) e collabora con essa nelle cure parentali verso la prole. I nidiacei, ciechi ed implumi alla schiusa, divengono in grado d'involarsi attorno alle tre settimane di vita, divenendo indipendenti dai genitori a circa un mese dalla schiusa.

## Distribuzione e habitat

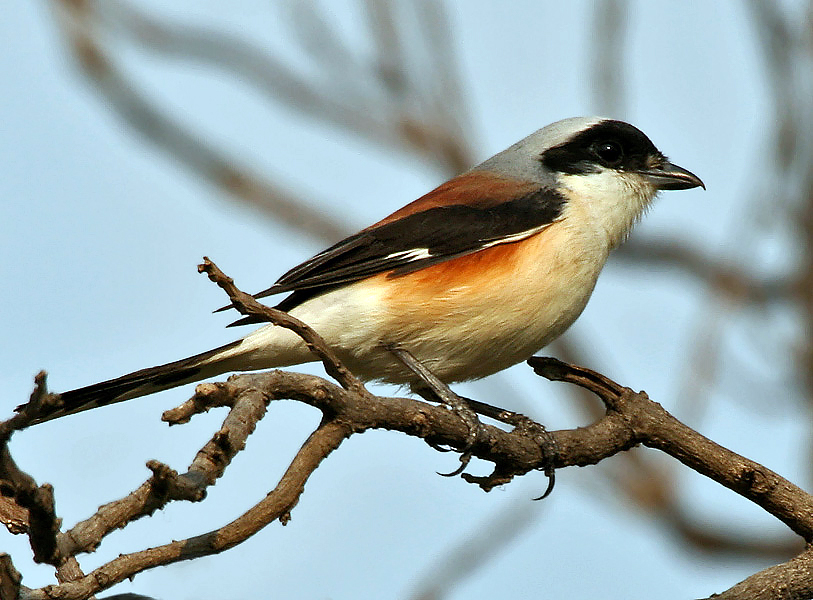
Esemplare a Hyderabad.

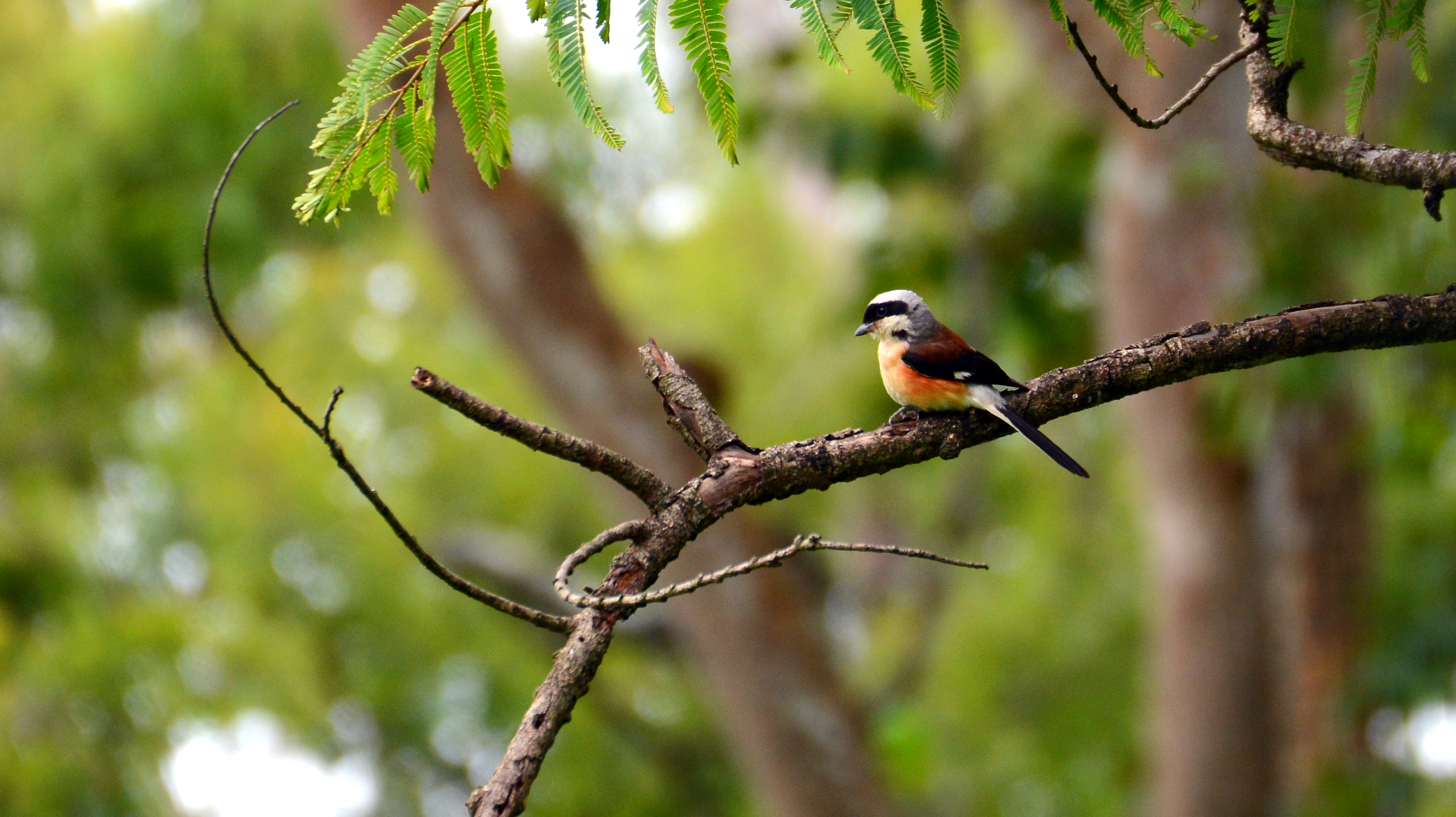
Esemplare nel parco nazionale di Bandipur.

L'averla dorsobaio è diffusa in Asia meridionale: questi uccelli, infatti, popolano un'area che va dalle sponde occidentali del Brahmaputra al Kashmir e al Nepal meridionale e ad est fino all'Iran sudorientale (Hormozgan, Sistan e Belucistan) attraverso gran parte dell'India (ad eccezione del nord-ovest e del sud-ovest del Paese e del deserto del Thar) e il Pakistan orientale e centro-meridionale. Popolazioni riproduttive sono state inoltre individuate nel governatorato di Musandam e negli Emirati Arabi Uniti.

Le popolazioni orientali tendono ad essere stanziali, mentre quelle occidentali tendono a migrare verso nord durante i mesi estivi, raggiungendo il nord-ovest del Pakistan, il Khorasan, l'Afghanistan ed il Turkmenistan meridionale.
L'habitat dell'averla dorsobaio è rappresentato di preferenza dalle aree secche e aperte con presenza di macchie cespugliose o alberate sparse: questi uccelli colonizzano inoltre senza problemi le aree agricole e suburbane.

## Tassonomia
Se ne riconoscono due sottospecie :
- Lanius vittatus nargianus Vaurie, 1955 - diffusa nella porzione nord-occidentale dell'areale occupato dalla specie;
- Lanius vittatus vittatus Valenciennes, 1826 - la sottospecie nominale, diffusa nella porzione orientale dell'areale occupato dalla specie;

Le due sottospecie sono grossomodo separate dall'Indo: esse sovrappongono i rispettivi areali nel Punjab e nel Sindh.